# Flora Haines Loughead
Flora Haines Loughead (Milwaukee, 1855 – Oakland, 1943) más tarde, Flora Gutiérrez, fue una escritora, granjera y minera estadounidense. Se erigió como la "Reina del Ópalo" de Virgin Valley. El hijo de Loughead, Allan, fue el fundador de la empresa aeroespacial estadounidense Lockheed Corporation.

## Trayectoria
Loughead nació en Milwaukee en 1855, de padres originarios del estado de Maine. Asistió a la escuela en Columbus y en Lincoln graduándose en el Lincoln College en junio de 1872.
Cuando contaba con quince años y aún era una estudiante, escribió un relato a escondidas y lo envió a The Aldine. El editor, Richard Henry Stoddard, le devolvió el manuscrito, proponiéndole que lo remitiera a las publicaciones Harper y Appleton, puesto que The Aldine había admitido ya suficientes manuscritos para los próximos dos o tres años. Su manuscrito y la carta de Stoddard fueron a parar al fondo de su baúl, donde se permanecieron ocultos durante años.

### Literatura
Su labor periodística se inició en 1873 en el Chicago Inter Ocean. Entre 1874 y 1875, escribió en varios periódicos de Denver. Allí conoció a Helen Hunt Jackson, quien luego sería una de sus amigas más íntimas. Durante la grave enfermedad de Jackson, Loughead la atendió a diario hasta su fallecimiento.
Con su primer marido se trasladó a San Francisco, donde tuvo tres hijos. Su primer libro se tituló Libraries of California y era una guía de las bibliotecas del estado en 1878. Se agotó y en los catálogos figuraba como "obra poco común". Entre 1878 y 1882, y de nuevo de 1884 a 1886, se mantuvo escribiendo para distintos diarios de San Francisco. Publicó varios relatos en Ingleside, San Franciscan, The Argonaut, Drake's Magazine, Chicago Current y Overland Monthly. En 1883 empezó a publicar seriamente sus relatos.

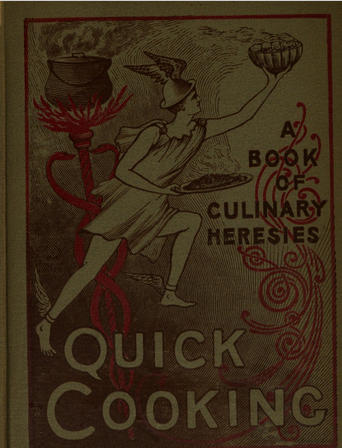
Cocción rápida

En 1886 se casó, nuevamente, con John Loughead (pronunciado "Lockheed"). Su marido adoptó a los hijos de su primer matrimonio. Ese mismo año publicó Hand-book of Natural Science. También escribió ficción como The Man Who was Guilty, que al principio tuvo notoriedad a nivel local, antes de ser adquirida por una editorial de Boston en 1886. Además publicó The Black Curtain. En 1889 apareció un libro de cocina rápida: A Book of Culinary Heresies for the Busy Wives and Mothers of the Land. En esa época ya tenía dos hijos más: Malcolm (nacido en 1886) y Allan (nacido en 1889).
Mientras vivía en Santa Bárbara, California, a principios de la década de 1890, escribió textos para los sindicatos, así como epistolarios ocasionales en el New York Post. Publicó un volumen de Hebrew Folk-Lore Tales y escribió un relato californiano, The Abandoned Claim, publicado en 1891. The Abandoned Claim era muy diferente de la destacada novela The Man who was Guilty. Era una historia sencilla y de éxito sobre el experimento durante cinco años de dos hermanos y una hermana en la explotación de una propiedad abandonada en California. El relato de sus trabajos, éxitos y fracasos ocasionales resultaba interesante e inspirador. Se añadía un componente romántico en el misterio que envolvía la vida de un hombre que entabló amistad con ellos, y en algunas de sus circunstancias personales. The man from Nowhere (San Francisco, C. A. Murdock & Co., 1891) fue el primero de una serie de relatos cortos de Loughead, publicados mensualmente, con un estilo uniforme y una extensión media semejante. Muchos de estos relatos ya habían sido publicados con anterioridad. El número de presentación era la historia de un inventor que, cuando estaba a punto de alcanzar el éxito, resultó herido en la cabeza por la explosión de un motor, por lo que pasó dieciséis años en un psiquiátrico.

### Minería

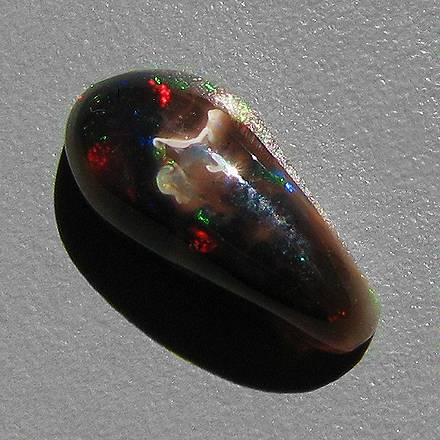
El Valle Vírgenes de Nevada es una reserva de preciosas piedras preciosas de ópalo negro y maderas de reemplazo.

Su siguiente actividad profesional comenzó en 1915, cuando fue enviada a investigar el hallazgo de ópalos en Virgin Valley, Nevada, a 640 kilómetros de San Francisco. Trabajaba como corresponsal para el San Francisco Chronicle, pero años más tarde decidió comprar quince propiedades en Sagebrugh Creek, en la mina Green Fire (Sinkakis- Gemstones of North America). En 1916, obtuvo el respaldo económico de Gardiner Hammond y procedió a la explotación minera en el yacimiento de la futura mina Rainbow Ridge. Loughead se trasladó a Cedarville, donde fue profesora de escuela. Se dedicó a la extracción de ópalos durante el resto de su vida, hasta que su hijo la desalojó de su casa en Sagebrush Creek Rd. Llegó a ser conocida como la «Reina del Ópalo», propietaria de las minas Rainbow, Stonetree y Bonanza, así como de la mina de ópalo «Giant Tree», que más tarde pasó a llamarse Stone Tree. Vendió esta última hacia 1918 y se centró en las minas Rainbow y Bonanza.
Su primer hijo, Victor Loughead, fue un aviador pionero y escribió dos libros sobre el vuelo. Allan y Malcolm se dedicaron a fabricar aviones y Allan, en particular, participó en la realización de lo que se convertiría en Lockheed Corporation. Loughead se casó nuevamente alrededor de 1908, cuando tenía 53 años con Gutiérrez.
Loughead murió en 1943 y está enterrada en el cementerio Mountain View en Oakland.

### Atribución
- Este artículo incorpora texto de esta fuente, que es de dominio público: Leypoldt, F. (1891). The Publishers Weekly 40 (Public domain edición). F. Leypoldt.
- Este artículo incorpora texto de esta fuente, que es de dominio público: Loughead, Flora Haines (1878). The Libraries of California: Containing Descriptions of the Principal Private and Public Libraries Throughout the State (Public domain edición). A. L. Bancroft.
- Este artículo incorpora texto de esta fuente, que es de dominio público: Loughead, Flora Haines (1886). The Man who was Guilty (Public domain edición). Houghton, Mifflin and Company.
- Este artículo incorpora texto de esta fuente, que es de dominio público: Willard, Frances Elizabeth; Livermore, Mary Ashton Rice (1893). A Woman of the Century: Fourteen Hundred-seventy Biographical Sketches Accompanied by Portraits of Leading American Women in All Walks of Life (Public domain edición). Moulton. p. 475.

- Datos: Q33244155
- Multimedia: Flora Loughead / Q33244155